# 潘贵升
潘貴升，捻軍軍官，清兵的臥底，1867年11月於江蘇贛榆戰場襲殺捻軍領袖任柱（任化邦）。

## 過程
捻寇中之最黠猾者，以賴汶光為最；而慓悍善戰，莫如任柱，所統馬隊頗多。
方諸軍劃運河而守，捻眾馬步約近十萬，盤旋濟青沂海之間，行蹤猋忽，官軍追逐往往落後，實未能制勝也。
一日，銘軍逐捻於安邱、濰縣之交，獲一目曰潘貴升者，訊知為任柱帳下健兒。將殺之，貴升呼曰：「赦我，我願投誠！」其甥有唐某者，在銘軍作哨官，亦願保釋之。
劉銘傳聞之，乃語貴升曰：「汝能為我殺任柱乎？」
對曰：「能。」
乃畀以槍一，曰：「此去若成功而返，賞三品銜花翎，白金二萬兩。如不能，亦不汝責。任汝相機為之可也。」蓋劉意非望其必成，以為即不能成，不過棄一槍耳。貴升執槍馳馬而去，復歸柱，柱信而不疑，乃置帳下。
明日復戰，貴升忽以槍擊柱，殞於陣前，縱馬奔向官軍，告劉曰：「我已殺任柱矣！」始猶不信，繼見捻黨不復耐戰，銘軍與諸軍連日大捷，追至贛榆沭宿境內，降捻供稱任柱實死，乃賞貴升如前約。